# Szabó Duci
Szabó Duci, született: Szabó Ida (Kolozsvár, 1920. november 10. – Marosvásárhely, 2016. január 16.) erdélyi magyar színésznő.

## Életpályája
Énekesnőnek készült; elvégezte a kolozsvári társulat mellett működő színiiskolát. Pályáját Kolozsváron kezdte 1942-ben. 1946-ban átszerződött a Székely Színházhoz; attól kezdve Marosvásárhelyen élt. 1977-ben nyugdíjba vonult, de továbbra is fellépett.
Szép hangjával, árnyalt beszédével és csinos megjelenésével hatott a közönségre, majd a különböző színházi stílusok kifejezőeszközeit is elsajátította. Leginkább nőalakokat elevenített meg igen sokszínűen és hitelesen.
Temetésére Kolozsváron, a Házsongárdi temetőben került sor.

## Színházi szerepei
| - Lehár Ferenc: A mosoly országa – Mi - Szirmai Albert: Mézeskalács – Örzse - Lehár Ferenc: Luxemburg grófja – Juliette - Deval: Francia szobalány – Francoise - Kálmán Imre: Csárdáskirálynő – Stázi - Kacsoh Pongrác: János vitéz – Iluska - Laurent: Szerelmes diákok – Jeanette - Machiavelli: Mandragóra – Prológus - Strauss: A cigánybáró – Arzéna - Jacobi Viktor: Sybill – Sarah - Eisemann Mihály: Egy csók és más semmi – Teca - Eisemann Mihály: Fekete Péter – Claire - Tóth Ede: A falu rossza – Boriska - Szirmai Albert: Mágnás Miska – Marcsa - Kováts Dezső: Egyiptomi legenda – Kató - Losonczy Dezső: Egyetlen éjszakára – Mimi - Fényes Szabolcs: Vén diófa – Éva - Huszka Jenő: Gül baba – Leila - Schubert-Berté: Három a kislány – Médi - Kálmán Imre: Az obsitos – Málcsi - Vaszary Gábor: Bubus – Klárika - Eisemann Mihály: Vadvirág – Éva - Komjáthy Károly: Harapós férj – Cilka - Gárdonyi Géza: A bor – Rózi - Gyöngy Pál: Három ember a hóban – Vera - Gorkij: Éjjeli menedékhely – Natása - Móricz Zsigmond: Sári bíró – Lizi - Gergely Sándor: Vitézek és hősök – Julcsa - Szigligeti Ede: A csikós – Rózsi - Mikszáth Kálmán: Különös házasság – Piroska - Katajev: Bolondos vasárnap – Sura | - Gorkij: Jegor Bulicsov és a többiek – Glafira - Móricz Zsigmond: Úri muri – Rozika - Gorkij: Kispolgárok – Polja - Urbán Ernő: Tűzkeresztség – Boziné - Csiky Gergely: Ingyenélők – Borcsa - Iszajev-Galics: Nem magánügy – Dunyja - Arbuzov: Második szerelem – Gondnoknő - Bródy Sándor: A tanítónő – Kántorkisasszony - Heltai Jenő: A néma levente – Carlotta - Kós Károly: Budai Nagy Antal – Bese Tamásné - Vörösmarty Mihály: Csongor és Tünde – Ilma - William Shakespeare: A makrancos hölgy – Özvegyasszony - Rostand: Cyrano de Bergerac – Martha nővér - Sütő András: Tékozló szerelem – Zsófi - Wesker: Gyökerek – Jenny Beales - Móricz Zsigmond: Ludas Matyi – Kelmeárus - Méhes György: Noé bárkája – Noémi - Nagy István: Özönvíz előtt – Bojánné - Móricz Zsigmond: Nem élhetek muzsikaszó nélkül – Pepi néni - Barta Lajos: Szerelem – Szalayné - Madách Imre: Az ember tragédiája – Apáca - Móricz Zsigmond: Kismadár – Polla néni - Szabó Lajos: Hűség – Berta néni - Albee: Mindent a kertbe – Mrs. Toothe - Krúdy Gyula: A vörös postakocsi – Özv. Bági-Báginé - Bródy Sándor: A dada – Bolygóné - Tamási Áron: Csalóka szivárvány – Rózsi néni - Székely János: Irgalmas hazugság – Anna |

## Díjai
- a Marosvásárhelyi Székely Színház Örökös Tagja (1996)
- Szentgyörgyi István-plakett (1998)[1]
- a Marosvásárhelyi Területi Rádióstúdió díja (2000)
- a Hunyadi László Baráti Köre Társaság díja (2002)
- a Magyar Játékszíni Társaság Hűség díja (2004)